# 傑克·貝瑞 (棒球員)
約翰·約瑟夫·「傑克」·貝瑞（英語：John Joseph "Jack" Barry，1887年4月26日—1961年4月23日），為美國職棒大聯盟的游擊手、二壘手及總教練。12年生涯效力於運動家與紅襪隊。退休後有到大學擔任棒球教練。

## 生平

### 職業生涯

#### 費城運動家
貝瑞生於康乃狄克州的梅里登，他21歲就登上大聯盟，與Stuffy McInnis、艾迪·柯林斯及法蘭克·貝克組成十萬內野。運動家在1910、1911、1913、1914年皆闖入世界大賽，其中除了1914年以外，其他三年運動家皆拿下冠軍。

#### 波士頓紅襪
1914年世界大賽，運動家慘遭勇士橫掃。隔年季中，運動家決定重建球隊，紅襪隊老闆付了8,000美金買下貝瑞。加入紅襪隊後，雖然打擊率僅2成62，但是防守能力出色，因此還是站穩先發游擊手位置。紅襪在1915年與1916年殺進世界大賽，且都拿下冠軍。1917年，他成為球員兼教練，紅襪拿下90勝62敗。在美聯排名第二輸給白襪。該年10月18日，他和其他四名紅襪球員應徵入伍，貝瑞在海軍擔任文書軍士。他也缺席1918年整個球季。1919年，他表現不佳，紅襪老闆Frazee想把他交易回運動家，但是貝瑞不想這麼做，因此他選擇退休。

### 執教
1921年，貝瑞回到他的母校聖十字學院擔任棒球隊教練，他擔任教練一職40年，直到他過世為止。他在大學棒球隊執教勝率高達8成06，球隊在1952年的大學冠軍賽拿下冠軍。2007年，他和盧·賈里格、克里斯提·馬修森和喬·休威爾一起入選大學棒球名人堂。

## 外部連結
- 球員資訊和成績在MLB，ESPN，Retrosheet ，Baseball Reference ，Fangraphs，The Baseball Cube （英文）